# Winter X Games XVII
I Winter X Games XVII sono stati la diciassettesima edizione della manifestazione organizzata dalla ESPN, si sono svolti dal 24 al 27 gennaio 2013 ad Aspen, negli Stati Uniti d'America.

## Risultati

### Snowboard
| Evento | Evento     | Oro                 | Argento          | Bronzo          |
| Uomini | Slopestyle | Mark McMorris       | Max Parrot       | Seppe Smits     |
| Uomini | SuperPipe  | Shaun White         | Ayumu Hirano     | Markus Malin    |
| Uomini | Big Air    | Torstein Horgmo     | Mark McMorris    | Ståle Sandbech  |
| Uomini | Street     | Louis-Felix Paradis | Aylan Alito      | Dylan Thompson  |
| Donne  | Slopestyle | Jamie Anderson      | Šárka Pančochová | Spencer O'Brien |
| Donne  | SuperPipe  | Kelly Clark         | Elena Hight      | Arielle Gold    |

### Freestyle
| Evento | Evento     | Oro                        | Argento             | Bronzo        |
| Uomini | Slopestyle | Nick Goepper               | Henrik Harlaut      | James Woods   |
| Uomini | SuperPipe  | David Wise                 | Torin Yater-Wallace | Simon Dumont  |
| Uomini | Big Air    | Henrik Harlaut             | Kai Mahler          | Elias Ambühl  |
| Donne  | Slopestyle | Tiril Sjåstad Christiansen | Kaya Turski         | Dara Howell   |
| Donne  | SuperPipe  | Maddie Bowman              | Rosalind Groenewoud | Megan Gunning |

### Motoslitta
| Evento            | Oro            | Argento     | Bronzo          |
| Best Trick        | Daniel Bodin   | Joe Parsons | Heath Frisby    |
| Freestyle         | Levi LaVallee  | Joe Parsons | Justin Hoyer    |
| SnoCross          | Tucker Hibbert | Ross Martin | Tim Tremblay    |
| SnoCross Adaptive | Mike Schultz   | Doug Henry  | Garrett Goodwin |
| Speed & Style     | Levi LaVallee  | Cory Davis  | Joe Parsons     |

## Medagliere
| Pos.   | Paese       | Oro | Argento | Bronzo | Totale |
| ------ | ----------- | --- | ------- | ------ | ------ |
| 1      | Stati Uniti | 10  | 8       | 7      | 25     |
| 2      | Canada      | 2   | 4       | 4      | 10     |
| 3      | Svezia      | 2   | 1       | 0      | 3      |
| 4      | Norvegia    | 2   | 0       | 1      | 3      |
| 5      | Svizzera    | 0   | 1       | 1      | 2      |
| 6      | Rep. Ceca   | 0   | 1       | 0      | 1      |
| 6      | Giappone    | 0   | 1       | 0      | 1      |
| 8      | Belgio      | 0   | 0       | 1      | 1      |
| 8      | Regno Unito | 0   | 0       | 1      | 1      |
| 8      | Finlandia   | 0   | 0       | 1      | 1      |
| Totale | Totale      | 16  | 16      | 16     | 48     |